# William Faithorne le Jeune
William Faithorne dit le Jeune, né à Londres en 1656 et mort vers 1701 ou 1710, est un graveur à la manière noire anglais. Son père, William Faithorne, également graveur, bénéficie d'une plus grande notoriété.

## Biographie
William Faithorne naît à Londres en 1656, aîné de William Faithorne, également graveur. Il est l'élève de son père, William Faithorne.
Selon Horace Walpole, Faithorne était négligent et tombait fréquemment dans une forme de « désarroi qui accablait son père et l'obligeait à travailler pour des libraires » ; mais John Chaloner Smith (en) nie cette affliction, Faithorne père étant mort en 1691 et les estampes de Faithorne fils étant arrivées loin dans le royaume de la reine Anne : elle ne pouvaient donc pas avoir été exécutées si tôt, avant la mort du père. D'autant plus qu'il inscrivait sur ses premières estampes « W. Faithorne, junior » ; on peut supposer que sur les autres estampes, le « junior » eût disparu.
L'année exacte de sa mort est inconnue. Il aurait été enterré au cimetière de l'église de St Martin-in-the-Fields par la maison funéraire Mr. Will. Copper in Half Moon Street, Covent Garden.

## Œuvre

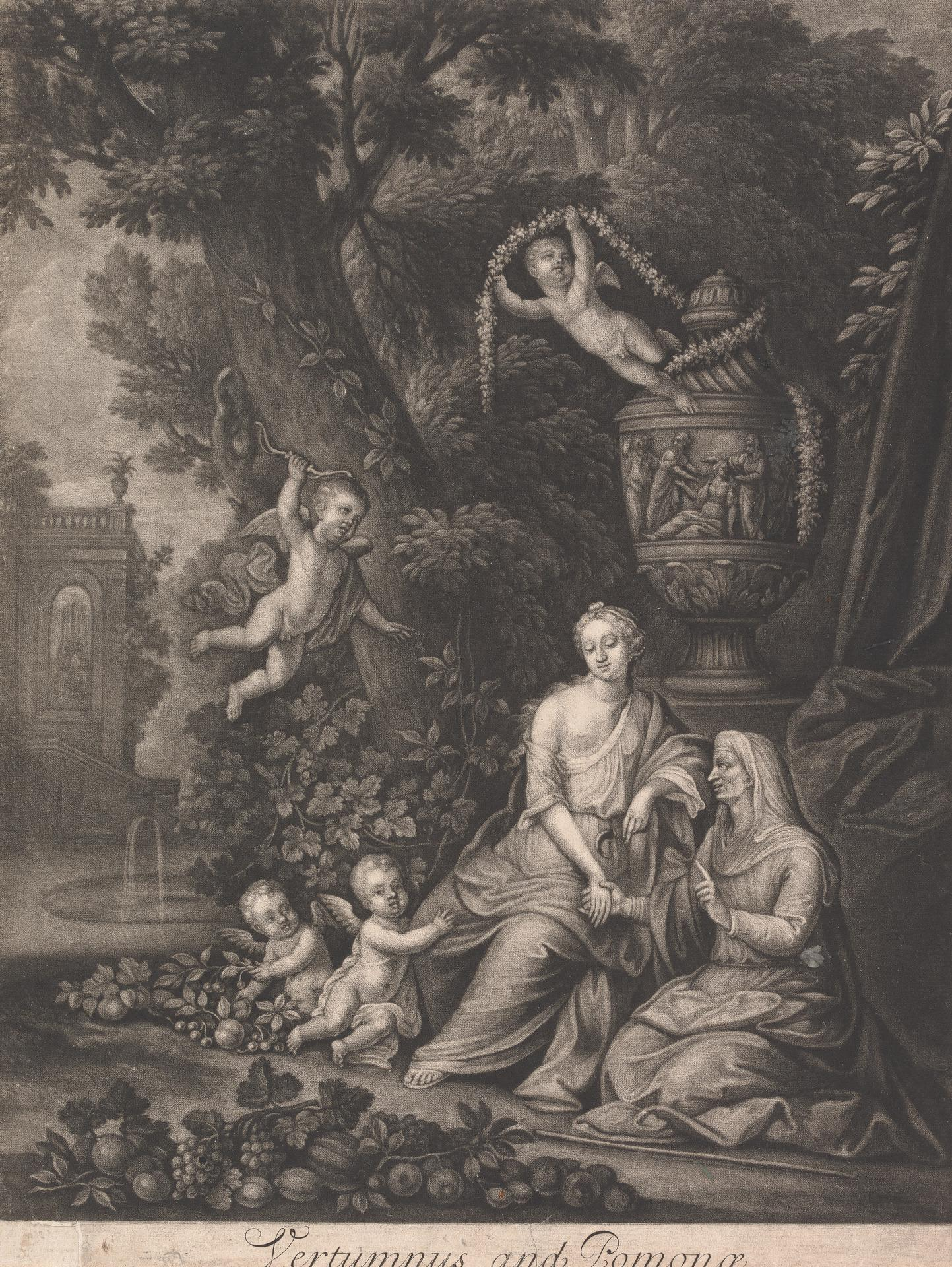
Vertumnus and Pomonae, manière noire, entre 1690 et 1703, Centre d'art britannique de Yale.

On connaît quarante-trois plaques gravées de sa main. Parmi elles, des portraits d'Anne de Danemark quand elle était princesse ; la reine Anne de Grande-Bretagne (d'après Michael Dahl) ; le roi Charles Ier d'Angleterre ; le roi Charles II d'Angleterre (d'après David Klöcker Ehrenstrahl) ; John Dryden (d'après John Closterman) ; le prince Eugène de Savoie-Carignan (d'après Johann Andreas Pfeffel) ; Grace Gethin (en) d'après Dickson ; Richard Haddock (d'après Closterman) ; les « Impeached Lords » (quatre ovales sur une feuille, avec comme légende respective : « William, earl of Portland », « Edward, earl of Orford », « John, Lord Somers » et « Charles, lord Halifax ») ; John Moore (d'après Godfrey Kneller) ; Mary, princesse d'Orange (d'après Hanneman) ; Frédéric Ier de Prusse ; Frédéric-Armand de Schomberg (d'après Dahl) ; Thomas Shadwell (d'après Frederick Kerseboom (en)) ; trois portraits de Guillaume III d'Orange-Nassau (d'après Kneller) ; James Thynne (en) et Sophie-Dorothée de Brunswick-Lunebourg (d'après Kerseboom).
Le Bénézit classe parmi ses meilleures œuvres Mary, princesse d'Orange (d'après Hanneman), La reine Anne, Sophie, femme de l'Électeur de Hanovre, Charles XII de Suède (d'après Ehrenstrahl).